# Branimir Kalaica
Branimir Kalaica (Zagreb, 1. lipnja 1998.) hrvatski je nogometaš koji igra na poziciji stopera. Trenutačno igra za Astanu.

## Životopis
Rođen u Zagrebu. Nogomet zaigrao u zagrebačkom Dinamu. Lipnja 2016. je kao slobodni igrač otišao u Benficu uz obvezatnu Uefinu naknadu, koja jedva doseže 300.000 eura. Kalaica je bio jedan od najboljih igrača Dinama u generaciji Josipa Brekala. Za razliku od Brekala, otišao je za male novce. Premda vrlo nadaren stoper, Dinamo ga se olako odrekao, dok je istovremeno dovodio ozlijeđene igrače. Kalaičin dolazak u Benficu 16. lipnja zauzeo je naslovne stranice svih tamošnjih športskih dnevnika.
S Benficom je potpisao ugovor do ljeta 2022. godine. Benfica je u ugovor ugradila odštetnu klauzulu od 45 milijuna eura, za koliko bi ga pustila prije roka. Izazvao je pozornost velikih klubova te su još istog ljeta 2016. pratili skauti i Atlético Madrida, Manchester Uniteda i talijanske Genoe.
11. rujna zaigrao je prvu utakmicu za Benficu. Odigrao je za pričuvnu postavu u pobjedi od 2:1 protiv Académico de Viseu F.C. u LigaPro. S Benficom osvojio superkup 2016. godine.
Igrao u hrvatskoj mladoj reprezentaciji do 17 koja je osvajanjem petog mjesta na Euru u Bugarskoj izborila plasman na SP u Čileu 2015. godine. Veliku generaciju vodio je Krešimir Gojun, a suigrači su bili Lovren, Soso, Moro, Brekalo i dr.

## Vanjske poveznice
- Profil na S.L. Benfica  Arhivirana inačica izvorne stranice od 12. svibnja 2017. (Wayback Machine) (port.)
- Branimir Kalaica  Arhivirana inačica izvorne stranice od 14. ožujka 2017. (Wayback Machine) na ForaDeJogo
- Branimir Kalaica na Soccerwayu
- Branimir Kalaica – rezultati u Uefinim natjecanjima